# Сайдулаев, Акраман
Акрама́н Сайдула́ев (род. 21 августа 1983) — российский и французский пауэлифтер, чемпион России 2021 года, рекордсмен мира, мастер спорта России (2020).

## Биография
Чеченец.
На чемпионате России 2021 года в Туле Сайдулаев стал чемпионом России в жиме лёжа с результатом 230 кг.
Чемпион ЮФО и СКФО 2021 года по жиму (Ростов-на-Дону).
Чемпион России 2022 года по жиму (Москва, 227,5 кг).
В 2025 году в полуфинале чемпионата Франции (федерация FSFA) в городе Труа-Мутье выступая без экипировки в категории до 125 кг Сайдулаев показал результаты 300 кг в приседаниях и становой тяге, 240 кг в жиме лёжа. Его результат в приседаниях оказался лучше предыдущего мирового рекорда молдаванина Романа Скоричи (295 кг), а в жиме лёжа Акраманов превысил собственный предыдущий мировой рекорд (231,5 кг).
Сайдулаев также участвует в соревнованиях по армрестлингу и силовому экстриму. Например, он протащил 10-тонный грузовик на 100 метров.